# Sequencer

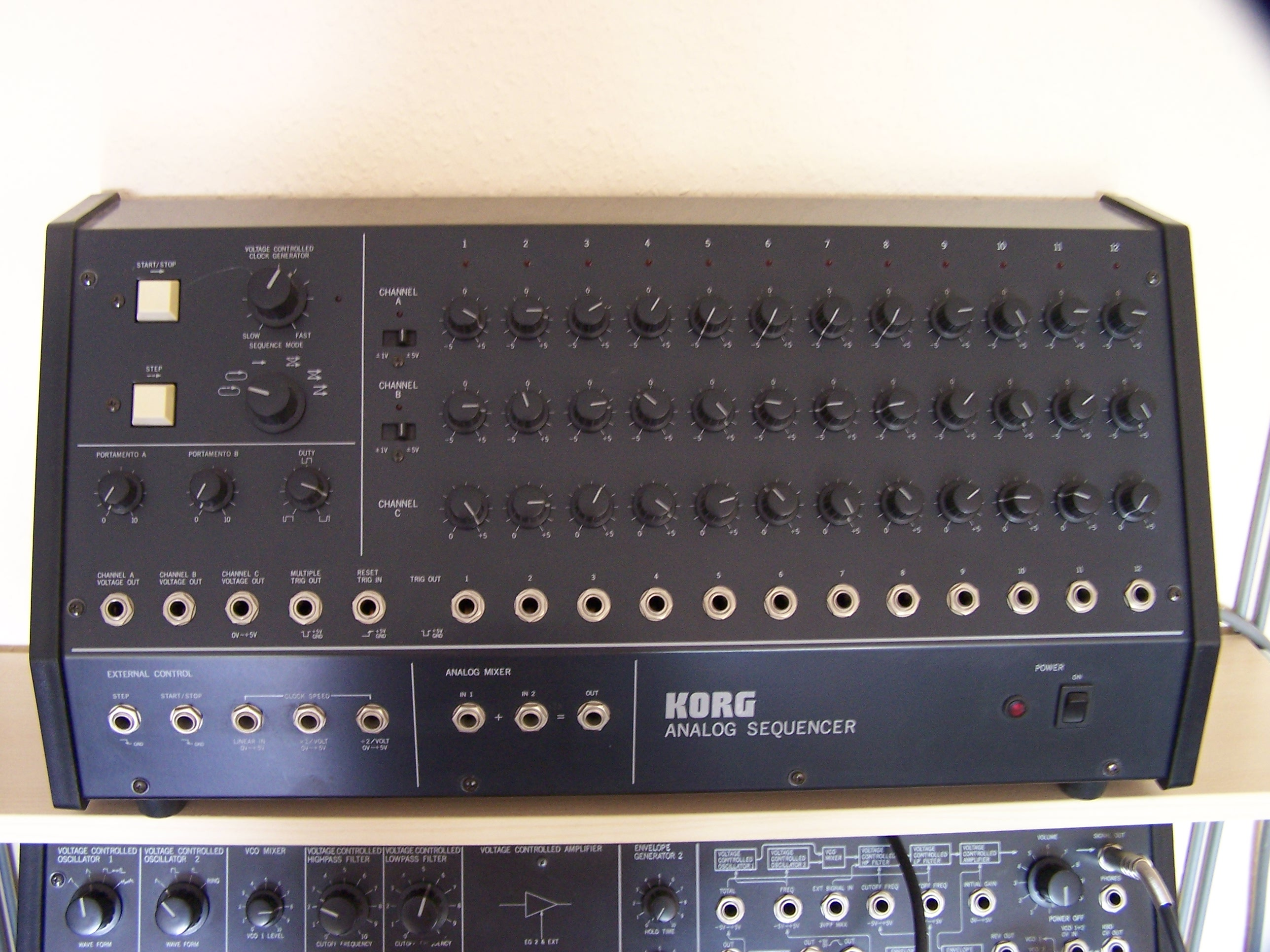
Sequencer analogico

Il sequencer (traducibile come "sequenziatore") è un dispositivo di tipo sia fisico (hardware), sia logico (software), utilizzato nel campo musicale per la creazione, gestione e riproduzione di sequenze di segnali di controllo, che consentono di comandare uno strumento musicale elettronico.
Sebbene il sequencer venga usato per fini musicali, esso non dev'essere confuso col dispositivo di registrazione audio. A differenza del registratore, dove sono le forme d'onda di un suono a essere memorizzate, nel sequencer non vengono memorizzati segnali audio, bensì segnali di controllo. Si può immaginare un sequencer come un musicista che opera in modo automatico e programmabile, in grado di suonare più strumenti ed effettuare le regolazioni di sintetizzatori e processori audio.

## Storia

### Sequencer fisici (hardware)
I primi dispositivi fisici che si avvicinavano a tale scopo erano due sequencer elettromeccanici costruiti negli anni cinquanta da Raymond Scott: il Wall of Sound e l'Electronium.
Negli anni sessanta del XX secolo al fianco dei primi sintetizzatori analogici, la cui altezza tonale delle note prodotte era controllata da un valore di tensione, troviamo lo Step Sequencer che permetteva di ripetere ciclicamente una sequenza di controllo preimpostando tutti i passi, ovvero una serie di tensioni che componevano la sequenza. Tale sequenza di tensioni elettriche andava a controllare direttamente i VCO (Voltage Controlled Oscillator) del sintetizzatore e quindi l'intonazione della voce sintetizzata, producendo così la nota desiderata. Il segnale elettrico di controllo poteva essere usato sia per generare una melodia sia per controllare altri parametri del sintetizzatore, come per esempio la frequenza di taglio del filtro.
Nel 1971 Ralph Dyck sviluppò il prototipo di un sequencer analogico che sfruttava la tecnologia digitale per memorizzare gli eventi. La memoria digitale permetteva di memorizzare un gran numero di eventi, circa 1000, superando il problema della memoria dei sequencer step, che si limitavano a riprodurre una sequenza piuttosto corta composta da alcuni voltaggi in serie. Nel 1976 la Roland, sviluppando il prototipo di Dyck, mise in commercio il sequencer MicroComposer MC8.
L'MC8 era dotato di molta più memoria del prototipo di Dyck e disponeva di otto tracce programmabili. Come molti sintetizzatori della metà degli anni settanta, utilizzava la tecnologia digitale solo per quanto concerneva la memoria, mentre le uscite erano analogiche poiché non esisteva ancora un segnale di controllo digitale. Grazie alle otto uscite di controllo era possibile pilotare anche più di uno strumento alla volta o di sfruttare lo strumento controllato in maniera polifonica. Il MicroComposer era difficile da programmare; tramite una piccola tastiera numerica era necessario inserire complicate sequenze numeriche relative agli eventi da memorizzare e riprodurre.
Solo successivamente nacquero anche sequencer che permettevano di memorizzare una sequenza di note semplicemente suonandola. Sebbene tali macchine avessero una compatibilità limitata, ricoprirono un ruolo fondamentale nello sviluppo della musica elettronica degli anni ottanta, dato che permisero la composizione e l'esecuzione di brani anche ai musicisti amatoriali.

### Sequencer logici (software)
Con l'avvento negli anni ottanta del protocollo MIDI le possibilità dei sequencer si ampliarono: Il MIDI permetteva di trasmettere 16 esecuzioni polifoniche contemporaneamente con tutto il relativo corredo di espressioni esecutive. Questo grande salto di qualità fu ampliato da un altro salto di qualità che all'epoca la tecnologia stava compiendo: il computer da pachidermico strumento sperimentale dalle prestazioni modeste acquisiva sempre maggiori capacità di calcolo a costi e ingombri sempre minori, diventando così sempre più un oggetto comune. Aziende come Atari e Commodore producevano macchine a 8 e 16 bit alla portata del proprietario di uno studio e fu così che il computer cominciò ad essere utilizzato come sequencer, grazie a opportune applicazioni e alle interfacce MIDI che lo mettevano in comunicazione con qualsiasi apparecchiatura compatibile.
Uno dei primi programmi scritti per tale scopo fu Cubase. Esso permetteva di programmare attraverso il formato MIDI le partiture per i sintetizzatori e le batterie virtuali. C'erano anche altri programmi dotati di simili funzionalità ma questi costringevano i compositori a programmare ad un livello molto basso. Tuttavia qualcuno intuì le potenzialità di questo strumento e l'utilizzo del computer come sequencer iniziò a prendere campo. Negli anni novanta ebbero successo i tracker; Questi programmi trasformarono per la prima volta il computer in una vera e propria DAW. Essi davano all'utente la possibilità di lavorare non solo attraverso i file MIDI e le interfacce dei dispositivi esterni ma anche tramite l'assegnazione agli stessi MIDI di campioni audio da manipolare tramite degli effetti audio. Era previsto anche l'esportazione dei progetti in formato MOD.
Sarà proprio questa la strada che seguiranno i sequencer. Cubase infatti nel 1996 lancia il Cubase VST, una versione del già noto programma che introduce due novità molto importanti: 
- Il protocollo VST che permette di comporre musica escludendo completamente tutti i dispositivi fisici esterni alla stazione audio digitale grazie a una tecnologia che permette di assegnare a programmi MIDI strumenti ed effetti, questi ultimi arrivati in un secondo momento con Cubase SX, sotto forma di espansioni.
- La tecnologia ASIO che aggira i driver nativi della scheda audio per offrire dei driver con valori di latenza molto bassi e permettere quindi al compositore di lavorare in tempo reale sulle proprie produzioni suonando attraverso le tastiere MIDI o registrando e sentendo contemporaneamente i risultati.

Sia il protocollo VST che la tecnologia ASIO diventano veri e propri standard per il mercato, sempre più fiorente nel periodo a ridosso del XXI secolo in una situazione di grande offerta, con programmi che fecero dimenticare il lavoro per i primi dischi prodotti al computer, nei quali note e battute erano righe di comando. I sequencer diventano sempre più potenti, versatili e hanno un'interfaccia utilizzabile anche dal pubblico scarsamente specializzato. Sarà proprio questa fascia di pubblico quella investita da maggiori novità: tra programmi come Magix Music Maker ed Ejay Dance che permettono un approccio amatoriale, nasce nel 2000 Fruity Loops della Image-line, programma inizialmente distribuito liberamente che faceva della semplicità e immediatezza il suo punto di forza. Il programma risultava però molto grezzo, quindi l'utente professionale preferiva altri applicativi come il collaudatissimo Cubase o Logic Pro. Lo stesso Fruity col tempo espanderà le sue funzioni fino ad arrivare alla versione 8, con i consensi di artisti affermati come Tiga.
Diretto concorrente di Fruity Loops in questi anni sarà Reason, che percorre una strada praticamente inversa rispetto a quella seguita dagli altri sequencer: se infatti lo stesso Cubase ed altri nel tempo hanno seguito una linea ispirata alla versatilità, il riutilizzo di parti di programma e soprattutto al distacco dai metodi dell'era hardware, Reason invece tenta di simulare i vecchi studi fatti di armadi di sintetizzatori collegati attraverso fili, idea che alletta molti addetti ai lavori che lo eleggono come programma principale utilizzato nelle loro opere. Questo successo però servirà anche a portare verso la definitiva affermazione di altre tecnologie: il ReWire, già sperimentato con un altro pezzo di storia dei sequencer come ReBirth, che permette di collegare in tempo reale diversi sequencer, il formato audio "REX", ovvero praticamente un WAV contenente informazioni di suddivisione del file stesso in piccole parti dette ritagli (in inglese slice). Questi file vengono suonati attraverso il sampler di Reason Dr.Rex e hanno la proprietà di adattarsi automaticamente alla velocità di riproduzione dell'audio, indipendentemente dal BPM del file originale.
Queste tecnologie diventano parte di un po' tutti i programmi in uscita, così come accaduto per ASIO e VST, e rendono più potenti programmi già apprezzati per la loro semplicità come Sony Acid PRO e Ableton Live, nati per lo studio, ma diventati poi gli strumenti preferiti rispettivamente per il montaggio audio e per le esibizioni dal vivo dei DJ, grazie ad alcune innovazioni come il formato "acid loop", ancora più potente del REX visto che si tratta di normalissimi file WAV, e un sistema di sequencer attraverso slice per Ableton Live. In questi anni il sequencer che più attira l'attenzione di tutto il settore, tanto da rubare il posto storico di Cubase, è Pro Tools, ovvero il concentrato di tutte le tecnologie più avanzate. I suoi punti di forza sono i nuovi protocolli per le espansioni e la novità di basarsi su un hardware specifico considerato di grande qualità prodotto dalla stessa casa madre del programma, la Digidesign; di conseguenza buona parte del mondo della produzione audio-video si affida ad esso diventando standard anche per una questione di portabilità
La maggior parte delle tastiere-stazioni di lavoro attuali è dotata di un sequencer MIDI che viene sfruttato spesso dal vivo per riprodurre parti aggiuntive del brano musicale, che il tastierista non potrebbe eseguire altrimenti.

## Caratteristiche
I sequencer fisici basati sulla tecnologia digitale sono stati molto diffusi fino all'avvento dei più flessibili sequencer logici, eseguiti cioè come programmi informatici. Per la programmazione di sequenze complesse il sequencer logico ha potuto sfruttare le ampie interfacce grafiche, l'integrazione con i sintetizzatori virtuali, l'espandibilità e la flessibilità di comunicazione del sistema operativo dei moderni computer. Nel corso degli anni, la comunicazione e l'interazione di sintetizzatori di diversi produttori con i sequencer hanno richiesto l'adozione di un protocollo standard riconosciuto con l'acronimo di MIDI (Musical Instruments Digital Interface).
Malgrado la progressiva migrazione verso gli strumenti informatici, i sequencer digitali basati sull'elettronica sono ancora indispensabili componenti per alcuni strumenti musicali come i sintetizzatori e le drum machine. Soprattutto grazie alla maggiore velocità dei processori per PC, all'integrazione tra audio e MIDI e al continuo sviluppo di nuovi algoritmi per espansioni, l'utilizzo di sequencer software sta soppiantando quello di apparecchiature fisiche, permettendo il controllo di tutte le fasi della creazione artistica in un vero e proprio studio virtuale.